# Eurylomia
Eurylomia Felder, 1874 è un genere di lepidotteri appartenente alla famiglia Erebidae, diffuso in America Centrale.

## Distribuzione e habitat
Il genere è presente in America Centrale, negli stati di Messico, Belize e Guatemala.

## Tassonomia

### Specie
Il genere comprende tre specie:
- Eurylomia cordula (Boisduval, 1870)
- Eurylomia ochreata Druce, 1885
- Eurylomia similliforma Rothschild, 1913

### Sinonimi
Non sono stati riportati sinonimi.